# Adiantopsis crinoidea
Adiantopsis crinoidea är en kantbräkenväxtart som beskrevs av Link-Pérez och Leo J. Hickey. Adiantopsis crinoidea ingår i släktet Adiantopsis och familjen Pteridaceae. Inga underarter finns listade.